# Maturitní ples
Maturitní ples je společenská tradice a událost, která je spojena se zakončením vzdělávání na střední škole zakončeného maturitní zkouškou. Tato událost je organizována studenty, kteří maturují, většinou v termínech prosinec až březen. V některých oblastech tradice maturitních plesů naopak zcela absentuje a vyskytují se stužkovací večírky (počátek podzimu ve 4. ročníku) – výrazně méně formální akce většinou v restauračním zařízení, každá třída samostatně. Jinde pak studenti pořádají akce obě.
S maturitním plesem úzce souvisí i maturitní večírek – pořádaný po skončení posledního dne maturit ve velmi neformálním tónu, mnohdy mimo civilizaci či v podniku s dlouhou otevírací dobou, kam jsou zváni kromě třídního pouze někteří vyučující a u sklenky přechází vztah učitel–student k příjemnějšímu učitel–absolvent.

## Organizace
Průměrný ročník střední školy má čtyři třídy. V součtu zde máme velké množství studentů, které je potřeba usměrnit k produktivní činnosti. Z toho důvodu bývá volen tzv. maturitní výbor, který tvoří jen několik studentů. Ti mají za úkol řešit komunikaci se zřizovateli plesu, prodej vstupenek a další nezbytnosti, které je potřeba vyřešit. Dle dohody jsou v maturitním výboru zástupci všech maturitních tříd přibližně ve stejném počtu. Jedním z důvodů samotné existence tradice plesů je i vytvoření příležitosti, aby budoucí maturanti ukázali své organizační dovednosti a schopnost se domluvit ve větší skupině dospělých lidí. Proto škola většinou do jejich rozhodnutí zasahuje jen minimálně, i kdyby byla chybná.
Důležitým prvkem při zajišťování plesu je finanční stránka. Ples nemusí být vždy výdělečná činnost, proto škola nesmí zaštiťovat činnost s ním spojenou. Jako zdroj počátečního kapitálu bývá využit klub rodičů a přátel školy nebo podobná organizace stojící při škole. Tyto peníze jsou později vráceny z částky, která se získá prodejem vstupenek. Jinde (častěji na Moravě a Slovensku) studenti již od prvního ročníku vytváří fond, který je pak využit na úhradu nákladů plesu.

## Průběh
Průběh plesu je velice různorodý, ale základní kostra zůstává zachována. Ples bývá zahájen slavnostním předtančením a přivítáním hostů moderátorem. Další průběh závisí na tom, jak program sestavil maturitní výbor. Obvyklou součástí je slavnostní vítání studentů prvních ročníků, samozřejmostí je slavnostní předání maturitních šerp maturantům (které smí, dle zvyklostí, sundat až po půlnoci).
Tradicí je tanec maturantů s profesory a projev maturantů, ve kterém děkují profesorskému sboru a dávají najevo svou vyspělost. Dalším tradičním projevem je projev vedení školy. V neposlední řadě si každá třída připraví třídní vystoupení, kterým se prezentuje a kterým baví hosty. Někdy na začátku večera, častěji kolem půlnoci (půlnoční překvapení).
Velmi oblíbenou tradicí jsou plachty. Každá třída má svůj padák nebo velkou plachtu, do které jim hosté házejí drobné peníze. Tyto peníze mohou být využity pro pozdější maturitní výdaje nebo doplní chybějící částky na zaplacení režie plesu. Po úvodních částech, kdy jsou maturanti středem pozornosti a trvají mnohdy dlouho (například představování jednotlivých maturantů při předávání šerp), následuje volná taneční zábava, kdy na parket mohou i diváci. Zde záleží na výběru kapely, jaký typ hudby bude po zbytek večera hrát. Jelikož se jedná o ples, měla by to být převážně hudba vhodná k tanci. Ve větších městech bývají plesy v objektech s několika sály, na jednom s taneční hudbou, na druhém pak diskotékové rytmy a DJ.

## Dresscode

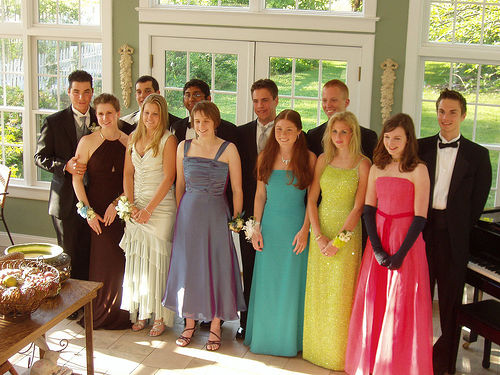
Předplesové foto maturantů ve společenských šatech.

Mimo několika málo gymnázií (většinou soukromých), kde je dresscode striktně předepsán, bývá volba oděvu pro maturanty, doprovod a diváky volnější – ovšem minimální společenský standard by měl být dodržen. Opět s výjimkou exkluzivních škol není v ČR obvyklé nosit pravý plesový „black tie“ (tedy smoking s motýlkem) či dokonce white tie (frak) – na plese běžné regionální střední školy by dnes působil až nepatřičně. Běžné jsou varianty formal a semi-formal, reprezentované kombinací tmavého saka (ne sportovního), bílé košile (ne barevné) a kravaty. Pánové samozřejmě bez rukavic (nejedná se o taneční, ani nezastupují obsluhující personál). Samostatnou kapitolou je obuv, kdy lakýrky také na běžném plese nelze očekávat, kvalitní černá šněrovací společenská obuv a černé vysoké ponožky jsou ale minimem. Zcela nevhodné jsou například džíny.
Odchylky od společenského standardu lze akceptovat snad jen na specializovaných uměleckých školách, všude jinde působí drobnější nedostatky jako opomenutí a záměrné nerespektování zažitých pravidel jako ukázka nevyzrálosti (až ignorance) studenta.
Maturantky mají v tomto směru daleko širší možnosti sebevyjádření, ovšem ne bezbřehého. Velká večerní toaleta je opět reálná pouze na exkluzivních školách, obecně lze doporučit dlouhé společenské šaty (ne nezbytně tzv. šlehačku), alternativně koktejlky či malé černé (což znamená délku ke kolenům, nikoliv minišaty). Především však neztratit zdravý rozum a reálný pohled na sebe, svou postavu a i zkušenosti. Velmi dobře působí, pokud jsou maturantky v jedné třídě, či v celém ročníku, schopné se domluvit a svůj outfit nějakým způsobem sjednotit (ovšem nezaměňovat s uniformitou). Zcela nevhodné jsou elastické mini šaty, velmi hluboké výstřihy, viditelné spodní prádlo, „neviditelná“ ramínka u podprsenky a další oděvní součástky určené spíše na párty a do klubů.
Ke společenskému oděvu patří bezpodmínečně punčochy (punčocháče lze tolerovat, pokud nevadí samotné nositelce) a obuv s uzavřenou špičkou na vyšším až vysokém podpatku. Mladá dáma by ovšem neměla své (mnohdy) první podpatkové boty kupovat týden před plesem a poprvé si je vzít na něj – nutné je obuv rozchodit a leckdy se vůbec na podpatcích naučit chodit. Samozřejmě nejvhodnější je speciální taneční obuv určená výhradně na parket.
Přiměřeně oděvu maturantů by měli oděvní součástky volit i osoby doprovázející, zvláště pokud lze očekávat, že se plesu i aktivně zúčastní (např. tanec s rodiči, tanec s partnery a následně při volné taneční zábavě).